# Římskokatolická farnost Žežice
Římskokatolická farnost Žežice (lat. Seesicium) je církevní správní jednotka sdružující římské katolíky na území vesnice Žežice a v jejím okolí. Organizačně spadá do ústeckého vikariátu, který je jedním z 10 vikariátů litoměřické diecéze.

## Historie farnosti
Již před rokem 1384 byla ve farní lokalitě plebánie. Od roku 1669 zde byly vedeny matriky.

### Duchovní správcové vedoucí farnost
Začátek působnosti jmenovaného v duchovní správě farnosti od:
- 1674 Franciscus Wagner
- 1677 Henricus Kunz
- 1692 Georgius Opitz
- 1708 Iulius Walzelt
- 1726 Josephus Brandstätter
- 1730 Casparus Klein
- 1748 Gabriel Pautsch
- 1749 Ioannes Anton. Ast
- 1763 Ferd. Illing, † 21. 11. 1799
- 1800 Ign. Bartl, † 4. 12. 1812
- 1811 Franc. Siegert, n. 21. 3. 1773 Uhrissens., o. 7. 12. 1799, † 3. 11. 1836
- 1837 par. vacat, cap. Vinc. Schein
- 1838 Flor. Marian, n. 2. 3. 1778 Sullodicens., o. 2. 1. 1807, † 28. 3. 1860
- 1857 Franc. Xav. Hoppe, n. 15. 10. 1819 Schüttenitz, o. 25. 7. 1845, † 10. 1. 1892
- 1892 par. vacat, admin. int. Joann. Nep. Hrdý
- 1893 Jos. Šebor, n. 21. 3. 1863 Nymburk, o. 27. 5. 1888
- 1900 Joann. Vítek, n. 11. 2. 1863 Ktova, o. 22. 5. 1887, † 10. 8. 1935
- 1910 Anton. Heimann, n. 31. 1. 1872 Bukarest, o. 6. 8. 1897
- 1. 11. 1940 par. vacat, admin. interc. Joann. Kässmann OMI
- 1946 Antonín Chramosta
- 1. 9. 1948 František Kubaš
- 1. 10. 1951 Adolf Štegner
- 15. 12. 1951 Antonín Mikel
- 1. 9. 1953 Adolf Štégner
- 1. 6. 1954 Karel Qualizza
- 1. 10. 1957 Antonín Mickel
- 1. 8. 1994 Antonín Sporer
- 1. 7. 1999 Pavel Jančík
- 1. 7. 2002 Miroslav Šimáček, admin. exc. z Ústí nad Labem
- 15. 7. 2025 Martin Davídek, admin. exc. z Ústí nad Labem[3]

Kromě kněží stojících v čele farnosti, působili ve farnosti v průběhu její historie i jiní kněží. Většinou pracovali jako farní vikáři, kaplani, katecheté, výpomocní duchovní aj.

## Území farnosti
Do farnosti náleží území těchto obcí:
- Žežice (Seesitz[p 2])
- Dobětice (Doppitz[p 2])
- Chuderov (Grosskaudern[p 2])
- Kočkov (Neugatschken[p 2])
- Libov (Lieben[p 2])
- Mlýniště (Leinisch[p 2])
- Radešín (Gratschen[p 2])
- Sovolusky (Soblitz[p 2])
- Starý Kočkov (Alt Gatschken[p 2])

## Římskokatolické sakrální stavby a místa kultu na území farnosti
| | Fotografie | Stavba                   | Místo  | Bohoslužby                      | Zeměpisné souřadnice           | Status       | Číslo kulturní památky                      |
| Kostel | Kostel     | Kostel                   | Kostel | Kostel                          | Kostel                         | Kostel       | Kostel                                      |
| --- | ---------- | ------------------------ | ------ | ------------------------------- | ------------------------------ | ------------ | ------------------------------------------- |
| 1. |            | Kostel sv. Petra a Pavla | Žežice | bližší informace o bohoslužbách | 50°41′8″ s. š., 14°4′14″ v. d. | farní kostel | 42337/5-184 (Pk•MIS•Sez•Obr•WD) (Q24352646) |
| Některé drobné sakrální stavby a pamětihodnosti lze dohledat zde v databázi Drobné sakrální památky Zaniklé sakrální stavby lze dohledat zde v databázi Poškozené a zničené kostely, kaple a synagogy v České republice |            |                          |        |                                 |                                |              |                                             |

Ve farnosti se mohou nacházet i další drobné sakrální stavby, místa římskokatolického kultu a pamětihodnosti, které neobsahuje tato tabulka.

## Příslušnost k farnímu obvodu
Z důvodu efektivity duchovní správy byl vytvořen farní obvod (kolatura) farnosti Ústí nad Labem, jehož součástí je i farnost Žežice, která je tak spravována excurrendo.